# 心理人類学
心理人類学（しんりじんるいがく、英：Psychological anthropology）は、1960年代まで、1940年代に命名された「文化とパーソナリティ」の名で呼ばれた、一連の学派・方法。アメリカを中心とする、文化人類学の下位分野。「心理人類学」への改称は、Francis L. K. Hsuの提案による。学習とゲシュタルト心理学、および若干のフロイト理論を非西洋世界に適用する目的で文化とパーソナリティ研究が行われ、文化が個人に与える影響について解明する点を焦点とした。

## 歴史
1920年代のアメリカではフロイトの精神分析学が流行し、人類学でも話題になった。エドワード・サピアには、心理学の理論と方法を導入する案があったが、パーソナリティ研究のフィールド調査は行っていない。1930年代になると、文化人類学に心理学、精神医学（とくに精神分析）を含める動きが始まる。学習理論、行動主義心理学、ゲシュタルト心理学、当時の児童心理学などに影響を及ぼす。こうして「文化とパーソナリティ」が誕生。1940年代には理論的成果の応用などが行われ、1950年代には衰退を見せるが、その後「心理人類学」に名を改めて再生した。

## 文化とパーソナリティ論
文化がパーソナリティに及ぼす影響に関する学派は「文化とパーソナリティ学派（Culture and Personality School）」と呼ばれた。その主な支配的学者として、ラルフ・リントンやルース・ベネディクト、マーガレット・ミードやクライド・クラックホーンなどがいる。